# Paco Ignacio Taibo II
Paco Ignacio Taibo II (* 11. Januar 1949 in Gijón als Francisco Ignacio Taibo Mahojo) ist ein mexikanischer Autor.

## Leben

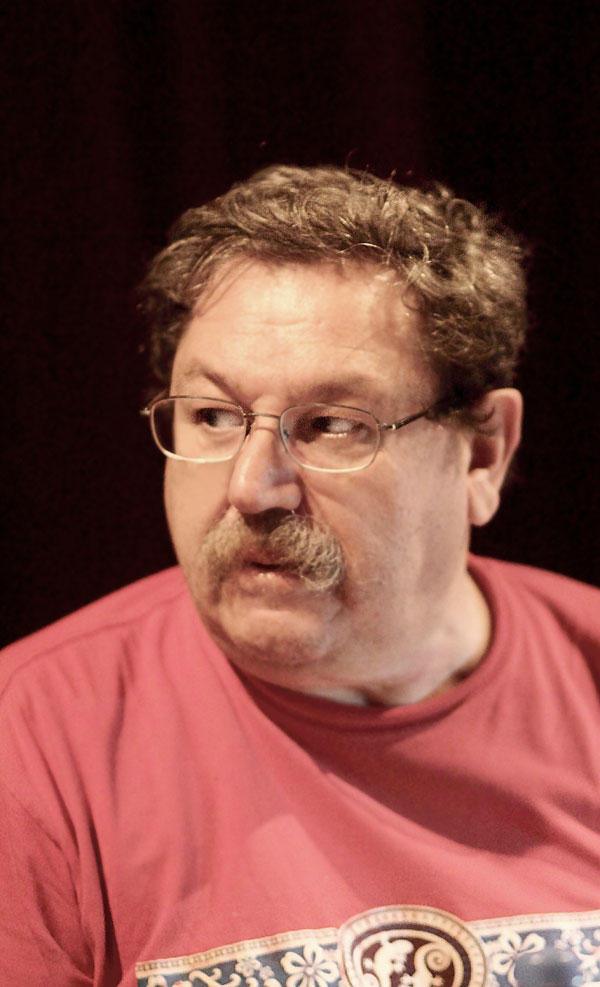
2014 in Bochum

Taibo, der Sohn des Autors und Intellektuellen Paco Ignacio Taibo I (1924–2008), zog mit seinen Eltern 1957 nach Mexiko. Dort studierte er Literatur, Soziologie und Geschichte. Bevor er sich als Autor etablieren konnte, arbeitete Taibo als Journalist, Universitätsdozent und Sachbuchautor. Er politisierte sich in der blutig niedergeschlagenen Studentenbewegung des Jahres 1968. Seine Reaktion auf das Massaker war permanente Opposition. Gemeinsam mit seiner Frau Paloma ist er bis heute den Protestbewegungen Mexikos in Solidarität verbunden.
Taibo II gilt als Begründer des neuen lateinamerikanischen Kriminalromans, der Stilmittel des Abenteuerromans, Politthrillers und Krimis mit überbordender Phantasie und oft grimmigem Humor verbindet. Weltweit bekannt wurde er durch die Figur des erst gestorbenen und dann wiederauferstandenen unabhängigen Detektivs Héctor Belascoarán Shayne, der im Großstadtdschungel von Mexiko-Stadt Ermittlungen durchführt, die ihn immer wieder in einen Sumpf von Korruption und politischer Repression führen. Er ist aber auch als eminent politischer Autor erkennbar. Seine Krimis enthalten oft historische und politische Referenzen. Sie sind häufig in politisch brisanten Situationen angesiedelt wie in den chaotischen 1920er Jahren in Mexiko oder im Vorfeld des spanischen Bürgerkriegs, und sie enthalten klare, nicht selten sozialkritische Bezüge zur Situation des mexikanischen Alltags.
Als Historiker hat er sich u. a. durch die Biografien von Ernesto Che Guevara und Pancho Villa ausgezeichnet. In seinen Arbeiten um Che Guevara entdeckte er dessen Aufenthalt in Afrika wieder, der in Das Jahr in dem wir nirgendwo waren ausführlich geschildert wird. Taibos Schaffen als Autor historischer Werke wie Romane umfasst annähernd 100 Titel. 2012 wurde er zum Kulturbeauftragten von Mexiko-Stadt ernannt, heute ist er der Leiter des Kulturfonds Fonde de Cultura Económica.
Taibo II ist Mitbegründer der Internationalen Vereinigung der Kriminalschriftsteller (AIEP) und Organisator der Semana Negra, eines jährlich stattfindenden internationalen Krimifestivals in Gijón, Spanien.

## Werke (Auswahl der ins Deutsche übersetzten)
- 1976 Días de Combate (Roman)
  - Die Zeit der Mörder, dt. von Gerhard Baumrucker; München: Goldmann 1981. ISBN 3-442-05222-X
- 1977 Cosa fácil (Roman)
  - Eine leichte Sache, dt. von Gerhard Baumrucker; München: Goldmann 1982. ISBN 3-442-05229-7
- 1981 No habrá final feliz (Roman)
  - Das nimmt kein gutes Ende, dt. von Gerhard Baumrucker; München: Goldmann 1984. ISBN 3-442-05252-1
- 1982 Héroes convocados: manual para la toma del poder
  - Gerufene Helden. Ein Handbuch zur Eroberung der Macht, dt. von Annette von Schönfeld. In: 1968. In: 1968. Gerufene Helden. Ein Handbuch zur Eroberung der Macht. Libertäre Assoziation (heute: Assoziation A), Hamburg 1997, ISBN 3-922611-63-X
- 1985 Algunas Nubes
  - Ein paar Wolken, dt. von Manfred Heckhorn; Berlin: Rotbuch 1988. ISBN 3-88022-607-5
- 1986 De Paso
  - Auf Durchreise, dt. von Horst Rosenberger; Hamburg: Nautilus 1997. ISBN 3-89401-273-0
- 1986 Sombra de la sombra (Roman)
  - Der Schatten des Schattens; dt. von Harry Stürmer; Berlin, Hamburg: Assoziation A 2010; ISBN 978-3-935936-63-7
- 1987 La vida misma
  - Das bizarre Leben, dt. von Kurt Scharf; Reinbek bei Hamburg: Rowohlt 1990. ISBN 3-499-42940-3
- 1988 Fantasmas nuestros de cada día
  - 1968 – Gerufene Helden. Ein Handbuch zur Eroberung der Macht, dt. von Annette von Schönfeld; Berlin: Libertäre Assoziation 1997. ISBN 3-922611-63-X
- 1988 Arcángeles
  - Erzengel. Geschichten von 12 Häretikern der Revolution im 20. Jahrhundert; Hamburg: Libertäre Assoziation (heute Assoziation A) 1999; ISBN 978-3-922611-77-6
- 1989 Regreso a la misma ciudad y bajo la lluvia
  - Comeback für einen Toten, dt. von Thomas Brovot; Reinbek bei Hamburg: Rowohlt 1991. ISBN 3-499-43019-3
- 1989 Amorosos fantasmas
  - Verliebte Phantome, dt. von Thomas Brovot; in: Der melancholische Detektiv – drei Fälle für Héctor Belascoarán Shayne, Reinbek bei Hamburg: Rowohlt 1992. ISBN 3-499-43039-8
- 1990 Cuatro manos
  - Vier Hände, dt. von Annette von Schönfeld; Berlin: Schwarze Risse/Rote Strasse 1996. ISBN 3-924737-25-8
- 1990 Sueños de frontera
  - Grenzträume, dt. von Thomas Brovot; in: Der melancholische Detektiv – drei Fälle für Héctor Belascoarán Shayne, Reinbek bei Hamburg: Rowohlt 1992. ISBN 3-499-43039-8
- 1991 68
  - 1968, dt. von Annette von Schönfeld; in: 1968 und Gerufene Helden. Ein Handbuch zur Eroberung der Macht, Hamburg: Libertäre Assoziation (heute: Assoziation A) 1997. ISBN 978-3-922611-63-9
- 1991 Desvanecidos difuntos
  - Verschwundene Träume, dt. von Thomas Brovot; in: Der melancholische Detektiv – drei Fälle für Héctor Belascoarán Shayne, Reinbek bei Hamburg: Rowohlt 1992. ISBN 3-499-43039-8
- 1993 La bicicleta de Leonardo (Roman)
  - Das Fahrrad des Leonardo da Vinci, dt. von J. Alberts; Berlin: Eisbär 1997. ISBN 3-930057-15-8
- 1995 El año que estuvimos en ninguna parte: La guerrilla africana de Ernesto Che Guevara, (mit Froilán Escobar und Félix Guerra)
  - Das Jahr in dem wir nirgendwo waren, dt. von Jens Andermann; Berlin, Amsterdam: Ed. ID-Archiv 1996. ISBN 3-89408-054-X
- 1996 Ernesto Guevara, también conocido como el Che
  - Che. Die Biografie des Ernesto Guevara; dt. von Horst Rosenberger und Andreas Löhrer; Hamburg: Nautilus 1997. ISBN 3-89401-277-3
- 1998 Olga Forever (Roman)
  - Olga Forever; dt. von Horst Rosenberger; Hamburg: Nautilus 1998. ISBN 3-89401-292-7
- 2001 Retornamos como sombras (Roman)
  - Die Rückkehr der Schatten; dt. von Miriam Lang;  Berlin, Hamburg, Göttingen: Assoziation A 2004. ISBN 978-3-935936-31-6
- 2005 Muertos incómodos (Roman)
  - Unbequeme Tote. Roman, vierhändig; gemeinsam mit Subcomandante Marcos; dt. von Miriam Lang; Berlin, Hamburg: Assoziation A 2005; ISBN 978-3-935936-39-2
- 2010 El retorno de los tigres de la Malasia
  - Die Rückkehr der Tiger von Malaysia; dt. von Andreas Löhrer; Berlin: Assoziation A 2012. ISBN 978-3-86241-412-3
- Yaquis
  - Die Yaqui : indigener Widerstand und ein vergessener Völkermord. Übersetzung Andreas Löhrer. Berlin : Assoziation A, 2017 ISBN 978-3-86241-442-0

## Auszeichnungen
- 1988: Premio Hammett für La vida misma
- 1991: Premio Hammett für Cuatro manos
- 1994: Premio Hammett für Das Fahrrad des Leonardo da Vinci